# Тушканчиковая мышь Маклеара
Тушканчиковая мышь Маклеара (лат. Rattus macleari) — вымерший вид грызунов рода крыс. Назван в честь Джона Маклеара, капитана исследовательского судна «HMS Flying Fish», которое в 1886 году доставило на остров Рождества первых поселенцев.
Длина тела от 21 до 26 см, длина хвоста от 24 до 26,5 см. Характерным отличительным признаком были вертикальные чёрные волосы на спине. Окраска меха была преимущественно красновато-серого цвета, ближе к брюху светлее.
Вид был эндемиком острова Рождества (площадь 135 км²), Австралия. Животные жили большими группами. Днём прятались в норах среди корней деревьев, в полых брёвнах, покидая ночью своё убежище. Вели наземный и древесный образ жизни. Питались древесным материалом, предпочитая плоды папайи и молодые побеги. Период размножения длился круглый год. Вид был широко распространён на острове.
В 1896 году горняки основали поселение, чтобы разрабатывать месторождение фосфатов. В 1899 году транспортное судно «Hindustan» причалило к острову, с него на остров перебрались чёрные крысы. Они принесли с собой таких возбудителей болезни, как трипаносомы, которые привели к массовому вымиранию двух эндемичных видов крыс (наряду с тушканчиковой мышью Маклеара вымерла также бульдоговая крыса). В 1903 году вид полностью исчез. Поиски животных в 1908 году не увенчались успехом.